# Padilla boritandroka
Padilla boritandroka là một loài nhện trong họ Salticidae.
Loài này thuộc chi Padilla. Padilla boritandroka được Daniela Andriamalala miêu tả năm 2007.